# Bis(trimetilsilil)amida de sodio
La bis(trimetilsilil)amida de sodio es el compuesto químico con la fórmula ((CH3)3Si)2NNa. Esta especie, generalmente llamada NaHMDS (hexametilsililazida de sodio) es una base muy fuerte, usada para reacciones de deprotonación o reacciones catalizadas por bases. Sus ventajas son que está disponible como un sólido, y es soluble en un amplio rango de solventes no polares, en virtud a sus grupos TMS lipofílicos.
El NaHMDS es destruido rápidamente por el agua para formar hidróxido de sodio y bis(trimetilsilil)amina.

## Estructura
Es común que los reactivos organometálicos polares sean representados como iones, cuando en realidad tales especies son rara vez iónicas. La estructura mostrada en la figura es una representación mejor - el átomo de sodio está unido al átomo de nitrógeno por medio de un enlace covalente polar.

## Aplicaciones en síntesis
El NaHMDS es usado ampliamente como una base para ácidos C-H. Algunas reacciones típicas son:
- Deprotonar cetonas y ésteres para generar derivados enolato.
- Generar halocarbenos tales como CHBr y CHI por dehidrohalogenación del CH2X2 (X = Br, I). Estos reactivos carbenos se adicionan a los alquenos para producir ciclopropanos sustituidos.
- Generar reactivos de Wittig por medio de la deprotonación de las sales de fosfonio.
- Deprotonar cianohidrinas.

El NaHMDS también es usado como una base para ácidos N-H.
El NaHMDS reacciona con halogenuros de alquilo para producir derivados amin:
(CH3)3Si)2NNa  +  RBr  →  (CH3)3Si)2NR  +  NaBr
(CH3)3Si)2NR  +  H2O  →  (CH3)3Si)2O  +  RNH2
Este método se ha extendido a la aminometilación por el reactivo (CH3)3Si)2NCH2OMe, que contiene un grupo metoxi lábil.
- Para deprotonar precursores que dan origen a carbenos estables.